# Лю Ян
Лю Ян (кит. упр. 刘洋, пиньинь Liú Yáng; род. 6 октября 1978) — первая китайская женщина-китайский тайконавт (космонавт), в ранге высшего класса (2022 год), Космонавт-герой (2012). Старший полковник ВВС КНР (лётчик второго класса ВВС НОАК, была заместителем командира авиационной эскадрильи).

## Биография
Родилась 6 октября 1978 года в Чжэнчжоу провинции Хэнань; её предки — корнями из современного городского уезда Линьчжоу городского округа Аньян той же провинции. Своей родиной считает деревню Цзэся сельского округа Улун городского района Линьчжоу в провинции Хэнань. По национальности – хань.
В августе 1997 года поступила в Высшее военное авиационное училище в городе Чанчунь, окончив его в 2001 году в составе 7-й женской группы пилотов военно-транспортной авиации. В мае того же года вступила в Коммунистическую партию Китая. Была заместителем командира эскадрильи. Имеет докторскую степень по социологии.

## Подготовка и космические полёты
В составе отряда космонавтов Китая с 7 мая 2010 года.
В марте 2012 года вошла в состав экипажа «Шэньчжоу-9» в качестве оператора спускаемого модуля и ответственного за научную часть экспедиции.
Свой первый космический полёт выполнила 16—29 июня 2012 года. 18 июня корабль «Шэньчжоу-9» был пристыкован к орбитальному модулю «Тяньгун-1», после чего в течение десяти дней она выполняла на его борту различные научные эксперименты, в том числе проводила эксперименты в области космической медицины. До полёта Ван Япин была самой молодой (по дате рождения) из слетавших в космос.
Продолжительность полёта составила 12 суток 15 ч 25 мин 24 с.
В октябре 2012 года решением ЦК КПК, Госсовета КНР и Центрального военного совета космонавтке Лю Ян присвоено почётное звание «Космонавт-герой», также она была награждена орденом «За заслуги в сфере космонавтики» III степени.
В июне 2022 года вошла в состав экипажа «Шэньчжоу-14».
1 сентября 2022 года совершила свой первый выход в космос вместе с командиром Чэнь Дуном, длительностью 6 часов 7 минут.
Статистика
| # | Стартовый корабль | Старт, UTC            | Экспедиция                    | Корабль посадки | Посадка, UTC          | Налёт                      | Выходы в открытый космос | Время в открытом космосе |
| - | ----------------- | --------------------- | ----------------------------- | --------------- | --------------------- | -------------------------- | ------------------------ | ------------------------ |
| 1 | «Шэньчжоу-9»      | 16.06.2012, 10:37 UTC | «Шэньчжоу-9», «Тяньгун-1» (2) | «Шэньчжоу-9»    | 29.06.2012, 02:02 UTC | 12 суток 15 часов 25 минут | 0                        | 0                        |
| 2 | «Шэньчжоу-14»     | 05.06.2022, 02:44 UTC | «Шэньчжоу-14», «Тяньгун»      | «Шэньчжоу-14»   | 04.12.2022, 12:09 UTC | 182 суток 9 часов 25 минут | 1                        | 6 часов 7 минут          |
|   |                   |                       |                               |                 |                       | 195 суток 0 часов 50 минут | 1                        | 6 часов 7 минут          |

## Семья
Замужем, что является необходимым условием для женщины-космонавта Китая. Братьев и сестёр нет. После первого полёта родила дочь 9 мая 2014 года.